# Lilium michiganense
Lilium michiganense là một loài hoa huệ được gọi là huệ tây Michigan. Đây là loài cây hoa dại hiện diện ở đồng cỏ ở phía đông Hoa Kỳ và Canada, đến tận tây nam Oklahoma.
Hoa có màu cam với các đốm. Cây này được trồng rộng rãi dưới dạng thuần hoá. Loài này thường bị nhầm với Lilium superbum.

## Tình trạng nguy hiểm
Huệ Michigan là một loài nguy cấp ở bang New York, cực đông bắc bang. Loài này được liệt kê vào danh mục bị đe doạ ở Tennessee.

## Hình ảnh

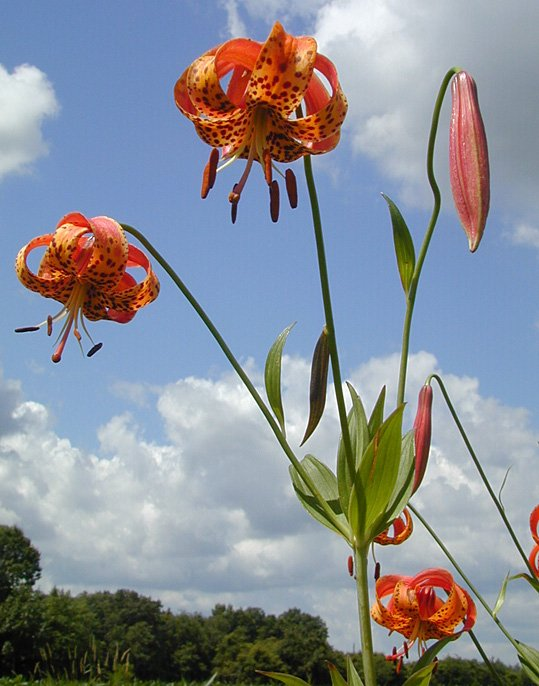
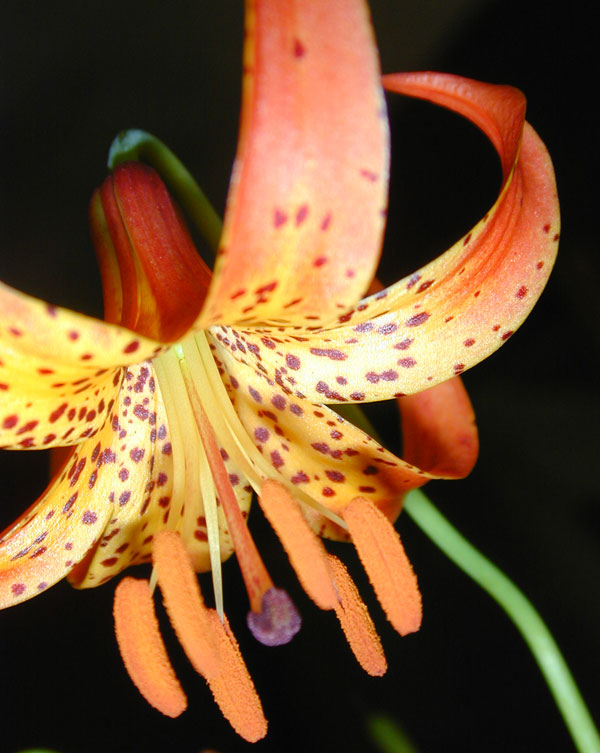
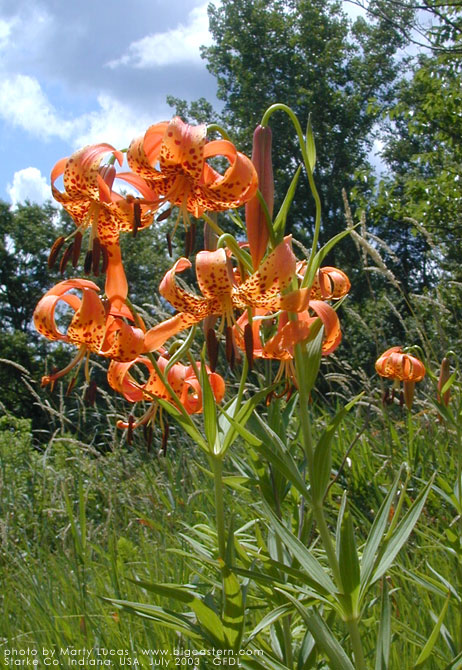
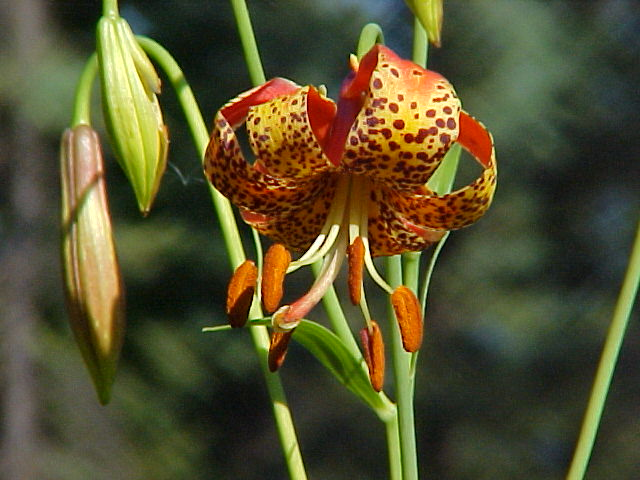